# Armenski nacionalni pokret oslobođenja
Armenski nacionalni pokret oslobođenja (armenski: Հայ ազգային-ազատագրական շարժում Hay azgayin-azatagrakan sharzhum) nastao je s ciljem uspostave armenske države. To je uključivalo društvene, kulturne, ali prvenstveno političke i vojne pokrete koji su dosegli svoj vrhunac tijekom Prvog svjetskog rata i narednih godina.
Pod utjecajem doba prosvjetiteljstva i uspona nacionalizma pod Osmanskim Carstvom, Armenski nacionalni pokret oslobođenja razvio se početkom 1860-ih. Njegova je pojava bila slična onoj pokretima kod balkanskih naroda, osobito grčkim revolucionarima koji su se borili u Grčkome ratu za nezavisnost. Armenska elita i razne militantne skupine pokušale su braniti uglavnom ruralno armensko stanovništvo istočnog Osmanskog Carstva od muslimana, jer su bili kršćani, ali konačni cilj bio je u početku i nakon toga progurati reforme u šest vilajeta gdje su živjeli Armenci, stvaranje armenske države u naseljima naseljenima Armencima, koja su u to vrijeme bila podijeljena između Osmanskoga Carstva i Ruskoga Carstva.
Od kraja 1880-ih, Armenski nacionalni pokret oslobođenja bavio se gerilskim ratovima s osmanskom vladom i Kurdima u istočnim regijama Carstva, koje su vodile tri armenske političke stranke. Armenci su općenito vidjeli Rusiju kao svoj prirodnu saveznicu u borbi protiv Turaka iako je Rusija zadržala represivnu politiku u Kavkazu. Nakon što je izgubila svoje teritorije u Europi nakon Balkanskih ratova, osmanska vlada bila je prisiljena potpisati paket reformi u Armeniji početkom 1914. godine, ali ih je prekinuo Prvi svjetski rat.
Tijekom Prvoga svjetskoga rata, Armence koji su živjeli u Osmanskom Carstvu sustavno su ubijali odlukom osmanske vlade tijekom armenskoga genocida. Prema nekim procjenama, od 1894. do 1923. Osmansko Carstvo je dalo ubiti oko 1,500.000 do 2,000.000 Armenaca. Nakon što je odluku o istrebljivanju Armenaca preuzelo tursko Ministarstvo unutarnjih poslova i provodilo s Direktivom 8682 od 25. veljače 1915. godine, desetine tisuća ruskih Armenaca pridružilo se ruskoj vojsci u sklopu armenskih volonterskih jedinicas ruskim obećanjem za dobivanje autonomije.
Do 1917. godine, Rusija je kontrolirala mnoga područja armenskih naselja Osmanskoga Carstva. Nakon Oktobarske revolucije 1917. i prevrata te dolaska komunista na vlast, ruske su se postrojbe povukle i ostavile armenske borce same u borbi s Turcima. Armensko nacionalno vijeće proglasilo je Republiku Armeniju 28. svibnja 1918. godine, utemeljivši tako armensku državu u dijelovima Zakavkazja.
U Turskoj je došlo do promjene vlasti na čelu s Mustafom Kemalom Atatürkom te su Turco uspješno okupirali zapadnu polovicu Armenije, dok je Crvena armija protjerala i aneksirala Republiku Armeniju u prosincu 1920. godine. U Rusiji je 1921. potpisan sporazum o prijateljstvu između Rusije i Turske.
Armenija je Sovjetskom Socijalističkom Republikom postala 1920. Stotine tisuća armenskih izbjeglica našle su se na Bliskom istoku, u Grčkoj, Francuskoj i SAD-u, čineći novu eru armenske dijaspore.
Od 1922. do 1936. sačinjavala je dio Transkavkaske Sovjetske Socijalističke Federativne Republike zajedno s Gruzijskom SSR i Azerbejdžanskom SSR. 1988. započinju sukobi između Armenaca i Azerbejdžanaca oko Azerbejdžanske enklave Nagorno-Karabakh. Tu je regiju s armenskom većinom Staljin dodijelio Azerbejdžanskoj SSR. 1990. mijenja ime u Republiku Armeniju dok se godinu dana kasnije osamostaljuje raspadom SSSR-a.